# Arengosse
 Arengosse  (en occitano Arangòssa) es una población y comuna francesa, situada en la región de Aquitania, departamento de Landas, en el distrito de Mont-de-Marsan y cantón de Morcenx.

## Demografía
| 781 | 778 | 726 | 711 | 709 | 676 |
| Para los censos de 1962 a 1999 la población legal corresponde a la población sin duplicidades (Fuente: INSEE [Consultar]) |     |     |     |     |     |